# پرفوگاس
پرفوگاس (به ایتالیایی: Perfugas) یک کومونه در ایتالیا است که در استان ساساری واقع شده‌است.

## خصوصیات
پرفوگاس ۶۰٫۲ کیلومترمربع مساحت و ۲٬۴۸۷ نفر جمعیت دارد.